# Artur Carvalho
Artur Teixeira de Carvalho, mais conhecido como Artur Carvalho, (Barra do Corda, 2 de janeiro de 1914 – São Luís, 29 de janeiro de 1982) foi um militar e político brasileiro, outrora vice-governador do Maranhão.

## Dados biográficos
Filho de José Milhomem de Carvalho e Ana Teixeira. Comandou a Guarnição Federal e o 24º Batalhão de Infantaria de Selva (24º BIS) em São Luís, além de comandar a Polícia Militar do Maranhão. Eleito deputado estadual pelo PSD em 1958, figurou como suplente na disputa seguinte. General do Exército, com a vitória do Regime Militar de 1964 e posterior outorga do bipartidarismo através do Ato Institucional Número Dois, filiou-se à ARENA, sendo eleito deputado estadual em 1966 e presidente do diretório estadual da legenda, renovando o mandato parlamentar em 1970 e 1974. Nesse ínterim foi delegado da Assembleia Legislativa do Maranhão no Colégio Eleitoral quando Ernesto Geisel foi eleito presidente da República pelo referido órgão em 1974.
Eleito vice-governador do Maranhão por via indireta na chapa de João Castelo em 1978, foi colega do presidente João Figueiredo na Escola Militar do Realengo, na qual formou-se como aspirante em 1937. Faleceu no exercício do mandato de vice-governador vítima de um câncer de próstata e também de problemas cardíacos após uma internação na Santa Casa de Misericórdia de São Luís.
Pai de Artur Carvalho Filho, eleito deputado estadual pelo Maranhão em 1978.